# Псковский уезд
Пско́вский уе́зд (рус. дореф. Псковскій уѣздъ) — административная единица Псковской губернии Российской империи, а также Псковской губернии РСФСР до 1 августа 1927 года. По площади занимал 5834,5 км² (5126,6 кв. вёрст), население по состоянию на 1897 год — 229 522 человека. Уездным городом являлся Псков.

## История
В древности эта территория была ядром Псковского княжества. В 1510 году эти земли вошли в состав Великого княжества Московского.

### В составе Российской империи
В 1708 году Псков был приписан к Ингерманландской губернии. С 1719 года — центр провинции Санкт-Петербургской губернии. В 1727 году был приписан к Новгородской. В 1772 году сделан провинциальным городом Псковской губернии, с 1776 года — её губернский и уездный центр.
В отличие от других уездов губернии, в Псковском было развито садоводство, продукты которого сбывались в основном во Пскове. Были распространены посевы ржи, овса и картофеля. Выращивался лён. На Псковском озере процветало рыболовство.

### При советской власти
Советская власть во Псковском уезде была установлена в январе 1918 года. В связи с получением Эстонией независимости, часть территории уезда перешла к ней по договору 1920 года.
По постановлению президиума ВЦИК от 1 августа 1927 года территория Псковской губернии вошла в состав Ленинградской области в качестве двух округов — Великолукского и Псковского. В последний и вошла территория бывшего Псковского уезда в качестве одноимённого района. Одновременно город Псков получил статус города окружного подчинения Псковского округа Ленинградской области.

### Современное положение
На данный момент территория бывшего Псковского уезда находится на части территорий современных Псковского района (без его севера, не относящегося к Псковской губернии), Печорского (без его юго-востока, относящегося к Островскому уезду), Палкинского (без его южной половины, относящейся к Островскому уезду), Островского (лишь северная часть), Порховского (лишь юго-западная часть) и Струго-Красненского (лишь юго-западная часть) районов Псковской области, а также частично ряда районов современной Эстонии.

## Географическое положение
По состоянию на начало XX века Псковский уезд располагался в северо-западной части Псковской губернии и граничил с Порховским уездом на востоке, Островским уездом на юге, Лифляндской губернией на западе и Санкт-Петербургской губернией на севере. После получения Эстонией независимости в 1920-е годы, западная граница уезда стала внешней границей РСФСР.

## Состав уезда
По данным на 1914 год Псковский уезд включал следующие 18 волостей (в скобках — центр):
- Виделибская волость (д. Воробьёво) — на юге современной Карамышевской волости (северной части бывшей Выставской волости) Псковского района (д. Быстрецово)
- Докатовская волость (д. Пяшино, к 1917 г. —  д. Выставка[5]) — на территории современных Верхнемостской волости Порховского района (д. Верхний Мост, д. Шмойлово и др.) и Карамышевской волости (на месте южной части бывшей Быстрецовской волости) Псковского района
- Жуковская волость (д. Жуковичи, к 1917 г. —  д. Палицы[5]) — на территории современной Новосельской волости Стругокрасненского района
- Заборовская волость (д. Заборовье) — на территории современной средней части Славковской волости Порховского района
- Изборская волость (приг. Изборск) — на территории современной Новоизборской волости Печорского района
- Логазовская волость (г. Псков) — на территории современных Логозовской, Тямшанской и Завеличенской волостей Псковского района
- Мелеховская волость (с. Мелехово или к 1917 г. с. Иваново-Мелеховское[5]) — на территории современной Краснопрудской волости (в части упразднённой Москвинской волости) Псковского района
- Остенская волость (д. Большая Остенка или к 1917 г. с. Остенка[5]) — на территории современных Ершовской волости и южной части Серёдкинской волости Псковского района
- Палкинская волость (д. Палкино) — на территории современных Палкинской и Васильевской волостей Палкинского района
- Паниковская волость (с. Паниковичи, к 1917 г. —  с. Лавры[5]) — на территории современной Лавровской волости Печорского района, а также бо́льшей части Педедзенской волости Алуксненского края Латвии и части волости Сетомаа уезда Вырумаа Эстонии
- Печерская волость (приг. Печеры) — на территории современного городского поселения Печоры Печорского района, а также части волости Сетомаа уезда Вырумаа Эстонии
- Пикалихинская волость (д. Пикалиха) — на территории современной Карамышевской волости Псковского района (район с. Карамышево)
- Прудская волость (с. Пруды) — на территории современных Краснопрудской волости Псковского района и северной части Волковской волости Островского района
- Псковоградская волость (г. Псков) — на территории современных городского округа Псков (окраины Запсковья и восток центра города), Писковичской и Торошинской волостей Псковского района
- Сидоровская волость (д. Погорелка) — на территории современных Черской волости Палкинского района и Ядровской волости Псковского района
- Славковская волость (с. Славковичи) — на территории современной северной части Славковской волости Порховского района
- Слободская волость (с. Верхоустье) — на территории современных волости Сетомаа уезда Вырумаа Эстонии, а также Круппской волости Печорского района Псковской области РФ
- Торошинская волость (д. Цаплино), затем до марта 1917 г — Романовская волость, после — снова Торошинская волость (погост Торошино[5]) — на территории современных Торошинской и Писковичской волостей (д. Галковичи) Псковского района
- безуездный город Александровский посад (Талабские острова) (о. Талабск и о. Верхний)

В состав Псковского уезда Псковской губернии РСФСР периода 1924 — 1927 годов, входили 7 укрупнённых волостей:
- Псковская волость (центр в г. Пскове),
- Завеличенская волость (c 1925 года, из части Псковской; центр в г. Пскове),
- Горская волость (центр в с. Цапелька),
- Заройская волость (центр в ст. Карамышево),
- Краснопрудская волость (центр в с. Красные Пруды),
- Палкинская волость (центр в с. Палкино),
- Славковская волость (центр в с. Славковичи)

## Население
Национальный состав уезда по родному языку (перепись 1897 года):
- Великоросы — 198 363 чел. (87,5 %)
- Эстонцы — 17 725 чел. (7,82 %)
- Латыши — 3 852 чел. (1,70 %)
- Поляки — 2 038 чел. (0,90 %)
- Немцы — 1 972 чел. (0,87 %)
- Евреи — 1 531 чел. (0,68 %)
- Финны — 722 чел. (0,31 %)
- Цыгане — 200 чел. (0,09 %)
- всего — 226 756 чел. (100,0 %)

На 1909 год в уезде 91 877 мужчин и 88 931 женщина.